# نصف‌النهار ۱۵۰ درجه غربی
نصف‌النهار ۱۵۰ درجه غربی ۱۵۰مین نصف‌النهار غربی از گرینویچ است که از لحاظ زمانی ۱۰ساعت و ۰دقیقه با گرینویچ اختلاف زمانی دارد.
این نصف‌النهار از قطب شمال شروع و از مناطق زیر گذشته و به قطب جنوب ختم می‌شود.
- اقیانوس آرام
- آلاسکا( ایالات متحده آمریکا)